# 女医明妃伝〜雪の日の誓い〜
『女医明妃伝〜雪の日の誓い〜』（じょいめいひでん ゆきのひのちかい、原題：女医・明妃傳）は、2016年の中国のテレビドラマ。全50話。

## 概要
中国四大女医の談允賢と明朝・景泰帝の二代目皇后・杭氏をモデルとした架空の人物・譚允賢を主人公としたドラマ。

## あらすじ
明代中期。程朱学が隆盛を極め、厳格な儒教の教えにより女性の地位はさらに低下した。貴族の女子は外出が制限され医官にもなれず、女性はたとえ病気になっても男性医師の診療を受けられなかった。助産師を生業とする民間の女性ですら堅気の仕事ではないと貶められていた。
英宗・朱祁鎮は幼くして帝位につくが、補佐役の孫皇太后は大政の奉還を渋る。英宗が東廠の長官・王振を信頼して皇太后に恨みを抱くと、皇太后は郕王の新帝擁立を図り密旨を送った。皇帝派の王振は身の危険を感じ配下に郕王の暗殺を指示した。

## 登場人物・出演者
- 杭允賢：リウ・シーシー

本作の主人公。実在する明代の女医・ 譚允賢がモデル。
- 朱祁鎮：ウォレス・フォ

明朝・第六代皇帝。
- 朱祁鈺：ホアン・シュエン

郕王。朱祁鎮の異母弟。
- 銭皇后：リー・チョンユアン（中国語版）

朱祁鎮の正室。
- エセン・タイシ：ユエン・ウェンカン（中国語版）

オイラトの首長。
- 汪美麟：ジン・チェン

安和郡主。
- 孫皇太后：何晴（中国語版）

朱祁鎮の養母。
- 静慈師太：顧艶

明朝・第六代皇帝の廃皇后で、永慶庵の師太。
- 王振：鄧立民（中国語版）

東廠（皇帝の特務機関）の長官。
- 曹吉祥：盧森堡

王振の腹心。
- 汪瑛（中国語版）：張柏俊

汪美麟の父。
- 于東陽[2]：呂梁

杭允賢の義父。
- 樊忠（中国語版）：

明の将軍。
- バヤン・ティムール（中国語版）：李超

エセンの弟。
- 劉妃：袁冰妍

朱祁鎮(英宗)の嬪妃。

## スタッフ
- 総監督：李國立（中国語版）
- 監督：鄭偉文（中国語版）

## 主題歌
- 大雨将至（オープニング）[4]

歌詞：唐漢霄、田辰明、作曲：唐漢霄、歌：徐佳瑩
- 直到那一天（エンディング）[5]

歌詞：龔淑均、作曲：衣睿、歌：劉惜君
- 遺忘之前（挿入歌）[6]

歌詞：龔淑均、作曲：衣睿、歌：徐佳瑩